# Сезон 2008 Deutsche Tourenwagen Masters

## Изменения в новом сезоне
Недовольным положением дел в чемпионате и своими успехами в нём, из ДТМ ушел Мика Хаккинен, зато появился Ральф Шумахер, ушедший из Формулы-1. Ванину Икс сменила Кэтрин Легг, пришедшая из Чампкара. Также были вынуждены уйти Александрос Маргаритис и Даниэль ла Роса. Вообще Мерседес выставил не 10, а 9 машин, зато только двух последних годов выпуска, мотивировав это тем, что за парой двухлетних машин сложно ухаживать, ибо их запчасти уникальны. Ауди представили новую машину под индексом R14, отличительной чертой которой стала ещё более изощренная аэродинамика, сквозного типа, с большими каналами над арками задних колес, резко увеличивавших эффективность диффузора. Причем, гонщики начали жаловаться, что новые машины производят сильное возмущение воздушного потока (как и Ф1), не позволяющее им вплотную преследовать соперника.
Главные изменения были связаны со сменой правил пит-стопов, чтобы предотвратить командные действия по сдерживанию машин соперника. Теперь оба пит-стопа должны быть совершены в течение второй трети дистанции, причем на первый отводилось окно в 4 круга. Впрочем, позднее это правило было смягчено на другое, требовавшее обоих пит-стопов в течение 2-й и 3-й четвертей дистанции. Гонщикам, не совершившим пит-стопа, но вплотную преследуемым тем, кто уже совершил, стали показывать синие флаги. В чемпионат вновь вернулся этап в Ле-Мане, на трассе Бугатти. Также по ходу сезона было введено правило временного штрафа на пит-стопе, когда за происшествия на старте участники получали несколько секунд штрафа, который могли отстоять в судейской зоне перед пит-стопом.

## Команды и гонщики
| Производитель | Автомобиль                 | Команда            | №  | Гонщик            | Этапы |
| ------------- | -------------------------- | ------------------ | -- | ----------------- | ----- |
| Audi          | Audi A4 DTM 2008           | Abt Sportsline     | 1  | Маттиас Экстрем   | Все   |
| Audi          | Audi A4 DTM 2008           | Abt Sportsline     | 2  | Мартин Томчик     | Все   |
| Audi          | Audi A4 DTM 2008           | Abt Sportsline     | 9  | Том Кристенсен    | Все   |
| Audi          | Audi A4 DTM 2008           | Abt Sportsline     | 10 | Тимо Шайдер       | Все   |
| Audi          | Audi A4 DTM 2007           | Team Phoenix       | 14 | Александр Према   | Все   |
| Audi          | Audi A4 DTM 2007           | Team Phoenix       | 15 | Оливер Джарвис    | Все   |
| Audi          | Audi A4 DTM 2007           | Team Rosberg       | 18 | Майк Роккенфеллер | Все   |
| Audi          | Audi A4 DTM 2007           | Team Rosberg       | 19 | Маркус Винкельхок | Все   |
| Audi          | Audi A4 DTM 2006           | Futurecom TME      | 20 | Кэтрин Легг       | Все   |
| Audi          | Audi A4 DTM 2006           | Futurecom TME      | 21 | Кристиан Алберс   | Все   |
| Mercedes-Benz | AMG-Mercedes C-Klasse 2008 | HWA Team           | 3  | Бруно Спенглер    | Все   |
| Mercedes-Benz | AMG-Mercedes C-Klasse 2008 | HWA Team           | 4  | Пол ди Реста      | Все   |
| Mercedes-Benz | AMG-Mercedes C-Klasse 2008 | HWA Team           | 5  | Джейми Грин       | Все   |
| Mercedes-Benz | AMG-Mercedes C-Klasse 2008 | HWA Team           | 6  | Бернд Шнайдер     | Все   |
| Mercedes-Benz | AMG-Mercedes C-Klasse 2007 | Persson Motorsport | 7  | Гэри Паффетт      | Все   |
| Mercedes-Benz | AMG-Mercedes C-Klasse 2007 | Persson Motorsport | 8  | Матиас Лауда      | Все   |
| Mercedes-Benz | AMG-Mercedes C-Klasse 2007 | Persson Motorsport | 16 | Сьюзи Стоддарт    | Все   |
| Mercedes-Benz | AMG-Mercedes C-Klasse 2007 | Mücke Motorsport   | 11 | Ральф Шумахер     | Все   |
| Mercedes-Benz | AMG-Mercedes C-Klasse 2007 | Mücke Motorsport   | 12 | Маро Энгель       | Все   |
| Источники:    |                            |                    |    |                   |       |

## Календарь и победители
| Этап      | Трасса             | Дата        | Поул-позиция    | Быстрейший круг | Победитель      | Команда                        | Производитель | Прим.  |
| --------- | ------------------ | ----------- | --------------- | --------------- | --------------- | ------------------------------ | ------------- | ------ |
| 1         | Хоккенхаймринг     | 13 апреля   | Тимо Шайдер     | Пол ди Реста    | Маттиас Экстрем | Audi Sport Team Abt Sportsline | Audi          | [ 3 ]  |
| 2         | Ошерслебен         | 20 апреля   | Тимо Шайдер     | Тимо Шайдер     | Тимо Шайдер     | Audi Sport Team Abt            | Audi          | [ 4 ]  |
| 3         | Муджелло           | 4 мая       | Тимо Шайдер     | Джейми Грин     | Джейми Грин     | Salzgitter AMG Mercedes        | Mercedes-Benz | [ 5 ]  |
| 4         | Лаузитцринг        | 18 мая      | Пол ди Реста    | Пол ди Реста    | Пол ди Реста    | Mercedes-Benz Bank AMG         | Mercedes-Benz | [ 6 ]  |
| 5         | Норисринг          | 29 июня     | Бруно Спенглер  | Бруно Спенглер  | Джейми Грин     | Salzgitter AMG Mercedes        | Mercedes-Benz | [ 7 ]  |
| 6         | Зандфоорт          | 13 июля     | Маттиас Экстрем | Том Кристенсен  | Маттиас Экстрем | Audi Sport Team Abt Sportsline | Audi          | [ 8 ]  |
| 7         | Нюрбургринг        | 27 июля     | Том Кристенсен  | Мартин Томчик   | Бернд Шнайдер   | Original-Teile AMG Mercedes    | Mercedes-Benz | [ 9 ]  |
| 8         | Брэндс-Хэтч (Инди) | 31 августа  | Тимо Шайдер     | Тимо Шайдер     | Тимо Шайдер     | Audi Sport Team Abt            | Audi          | [ 10 ] |
| 9         | Барселона          | 21 сентября | Бернд Шнайдер   | Том Кристенсен  | Пол ди Реста    | Mercedes-Benz Bank AMG         | Mercedes-Benz | [ 11 ] |
| 10        | Ле-Ман (Бугатти)   | 5 октября   | Том Кристенсен  | Пол ди Реста    | Маттиас Экстрем | Audi Sport Team Abt Sportsline | Audi          | [ 12 ] |
| 11        | Хоккенхаймринг     | 26 октября  | Маттиас Экстрем | Пол ди Реста    | Тимо Шайдер     | Audi Sport Team Abt            | Audi          | [ 13 ] |
| Источник: |                    |             |                 |                 |                 |                                |               |        |

## Обзор этапов

### Этап 1. Хоккенхайм
Новые Ауди с заводским индексом R14 под управлением Тимо Шайдера, Маттиаса Экстрема, Мартина Томчика и Тома Кристенсена показали себя с самых первых километров. Гонщики Мерседеса Пол ди Реста и Бруно Спенглер ничего не смогли им противопоставить, и весь подиум заняли гонщики четырёх колец. Пол ди Реста сначала пытался бросить вызов, но из-за заминки на пит-стопе откатился за пределы очковой зоны

### Этап 2. Ошерслебен
На втором этапе в Ошерслебенне доминирование Ауди продолжилось, хотя третье место на подиуме сумел занять Бруно Спенглер. Том Кристенсен, квалифицировавшийся вторым допустил фальстарт, как и Бернд Шнайдер и оба получили штрафной проезд. Вышедший незадолго до финиша пейскар (в связи с аварией и вылетом Кристенсена, который при этом забрал и Энгеля) не изменил ситуацию. Первую же в своей карьере победу сумел завоевать Тимо Шайдер, второй раз подряд стартовавший с поула.

### Этап 3. Муджелло
Успех Ауди на двух первых этапах привел к тому, что разница в весе балласта между ними и соперниками из Мерседес достигла 20 кг, и это сильно сказывалось в Муджелло с её абразивным асфальтом. Несмотря на победу в квалификации Шайдер допустил фальстарт, а бывший вторым Кристенсен не смог сдержать Мерседесы Грина и ди Ресты. Причем после выхода с первого пит-стопа Кристенсен мог заняться плотным атаками ди Ресты, но впереди был Сюзи Стоддарт, ещё не останавливавшаяся, она пропустила ди Ресту, но до конца круга держала Кристенсена, прежде чем уйти на пит-стоп, синих флагов ей так и не показали. В итоге гонщики так и пришли на финиш, а Джейми Грин одержал свою третью победу в серии. Другие заводские пилоты Ауди и Мерседеса провалились на старте назад из-за столкновений и сразу три места в восьмерке заняли пилоты прошлогодних Ауди.

### Этап 4. Лаузицринг
Трасса в Лаузицринге традиционно больше подходила Мерседес, и два его гонщика сумел занять первый ряд на старте, причем Пол ди Реста впервые завоевал поул-позицию, а затем и победу. Но Бруно Спенглер не смог удержать свою вторую позицию на пит-стопах и отвалился на шестое место, пропустив трех гонщиков Ауди и Джейми Грина. Том Кристенсен, побывавший в столкновении на первом круге, вынужден был заезжать на ремонт, и не сумев восстановить скорость финишировал последним. Маркус Винкельхок, пострадавший в том же столкновении, разбил машину на прямой, после того как лопнула поврежденная задняя правая покрышка. Пришедший восьмым Алекс Према был дисквалицирован за то, что на пит-стопе ему поставили не те покрышки.

### Этап 5. Норисринг
На городской трассе Норисринг с её неровным асфальтом нивелировалась разница между старыми и новыми машинами, поэтому Гарри Паффет смог пробиться на 5е место, но был дисквалифицирован за недовес в 3 кг. Победу одержал стартовавший вторым Джейми Грин, Спенглер не удержавший первую позицию на стартее пришел вторым, а Пол ди Реста, стартовав третьим, провалился из-за ошибки на торможении в шпильке Грюндик на 6е место. По техническим причинам сошли Томчик, Альберс и Ральф Шумахер. Последний, несмотря на вновь провальный старт, пробился к финишу на 9-е место, но сошел в шпильке Грюндик за 5 кругов из-за проблем с тормозами. Также проблемы были у Кристенсена (провалился на границу очковой зоны) и Шнайдера, а Экстрем выпустил Шайдера в последнем повороте.

### Этап 6. Зандфоорт
К началу этапа руководство серии внесло изменения в правила — базовый вес старых машин был уменьшен на 10 кг, а окно пит-стопов было расширено до 2/4 дистанции, начиная с 1/4. Весь этап прошел под знаком доминирования Ауди, которой трасса в Зандфоорте очень подходит. В квалификации Мерседесы заняли места с 3го и ниже, но и эти потеряли на старте. В итоге заводские Ауди заняли первые четыре места, обогнав Мерседесы более чем на 20 секунд. Не помогли и упования на тактику — все гонщики приняли примерно одинаковую тактику с ранним заездом на пит-стопы, а в гонке Ауди поддерживали свои шины в хорошем состояние. Вновь испытавший проблемы на пит-стопе (с задней правой покрышкой) Пол ди Реста отвалился на 7ю позицию. Лучшим пилотом прошлогодней машины стал Маркус Винкельхок, который за 1,5 круга до финиша прошел борющихся Роккенфеллера и Шнайдера. Ральф Шумахер, несмотря на старт с последнего места, провел ровную и уверенную гонку, придя 12 м.

### Этап 7. Нюрбургринг
Квалификация и гонка в Нюрбургринге были смещены на вечернее время для удобства немецкого телевидения, транслировавшего днем велогонку Тур де Франс. Однако при этом время было выбрано ещё до наступления темноты. И тем не менее в обычном русле этап не прошел. В квалификации шел сильный дождь и позиции заводских и частных пилотов шли вперемешку, многие вылетали. В итоге целиком прошла только первая сессия квалификации, вторая была прервана красными флагами, а третья и вовсе отменена, и, согласно регламенту, квалификация была дана по первой сессии, в результате чего многие заводские пилоты, особенно Мерседес, стартовали из глубины стартовой решетки. Перед началом гонки начал накрапывать дождь и в Ауди сочли, что дальше он будет усиливаться, и решили стартовать на промежуточной резине, однако уже к старту поняли ошибочность решения, после чего Экстрем, Шайдер и Винкельхок стартовали из боксов уже на сликах, остальные сменили резину уже после первых кругов. Этого оказалось достаточно, чтоб все первые позиции в гонке заняли Мерседесы, с большим трудом Экстрем и Шайдер пробились ближе к финишу на 4—5-е места. Долгое время лидировал Гари Паффет, которого затем последовательно опередили ди Реста, Шнайдер и Грин, а позже, после жесткой борьбы с контактами, и Экстрем с Шайдером. Заминка на 1-м пит-стопе стоила ди Ресте лидерства. Но за 8 кругов до финиша снова пошел дождь и некоторые гонщики (ди Реста, Шайдер, Шумахер) решили перейти на микст, тогда как остальные старались финишировать на сликах. В итоге гонщики на дождевой резине лишь смогли вновь вернуть свои позиции, но Гари Паффетт на сликах под дождем смог снова опередить Экстрема.

### Этап 8. Брэндс-Хэтч
Доминирование более легких (на 10кг) Ауди в практике не обернулось таковым в квалификации — рядом с поул-позицией Шайдера расположились ди Реста и Спенглер. Однако Шайдеру удалось сохранить лидерство на старте и лишь ди Реста всю гонку держался в секунде-двух позади. Обгонов на трассе было немного, в основном гонщики менялись позициями после пит-стопов. Спенглер медленно откатывался назад, а Экстрем, заняв в квалификации лишь 7е место из-за поломки КПП, прорывался вперед, используя тактику максимально затянутых пит-стопов — на последнем пит-стопе он опередил Грина и, выйдя на третье место бросился догонять лидеров. Бернд Шнайдер, пробившийся было на старте в очковую зону с 9й позиции, был наказан штрафным проездом за превышение скорости на пит-лейн, но к финишу вновь пробился с 12го на 9е место, жестко борясь с Пафеттом. Кристенсен также смог пробиться с 12го на 7е место, за счет штрафов, ошибок и пит-стопов соперников. Обещанный дождь был слабым и прекратился к середине гонки, команды даже не использовали промежуточную резину, хотя некоторые её и достали. Все машины на этот раз смогли финишировать, хотя лишь 6 — в круге с победителем.

### Этап 9. Барселона
Несмотря на равенство веса, Ауди доминировали на свободных практиках и по ходу квалификации, однако в самом конце квалификации некоторым гонщикам Мерседеса — ди Ресте, Шнайдеру — удалось «собрать» быстрые круги и занять третье и первое места соответственно. На старте Шнайдер пытался блокировать стартовавшим вторым Шайдера, но не преуспел и выпустил его на первое место, а ди Ресту на второе. Мерседесы заранее отрабатывали длинные серии кругов на практиках и ди Реста увеличивал свою скорость, однако прошел Шайдера не на первом пит-стопе, а позже, в последней связке, после чего контролировал отрыв. Шайдер, Шнайдер и Томчик сохранили свои позиции, однако Грина на последнем круге догнал и протаранил в первом повороте Экстрем, но повредил при этом вою машину и в конце круга его вновь догнал вернувшийся Грин, обойдя в последней связке с жестким контактом, на что Экстрем выдавил Грина в гравий в последнем повороте. После гонки Экстрема дисквалифицировали, а Грина оштрафовали на 30 секунд, что отбросило его с 8-й на 9-ю позицию. Роккенфеллер и Према, квалифицировавшиеся 7-м и 8-м, так и пришли вместе на финиш, 5-м и 6-м, несмотря на то, что Рокки одно время был впереди Экстрема. Ральф Шумахер, стартовав 17-м, старательно избегал коллизий с соперниками и пришел на 9-м месте, которое стало в итоге 7-м. Гари Паффетт, несмотря на старт с 13-го места, уверенно шел на подходе к Топ-10, однако его два раза развернули — Винкельхок, получивший за это штраф, и Джарвис. Впрочем, и этого результата Паффетт лишился — из-за нарушения режима закрытого парка он находился под условной дисквалификацией, и лишь вовремя поданный протест команды позволил выйти на старт, но из-за нулевого результата команда не стала подтверждать протест и Гари был дисквалифицирован. Бруно Спенглер, бывший в квалификации 10-м, сошел в начале гонки из-за механических проблем, Сюзи Стоддарт — в конце. Кэтрин Легг, поучаствовавшая в столкновении в начале гонки и потерявшая часть капота, отбыла штраф, однако чуть позже вылетела на задней прямой. Том Кристенсен квалифицировался лишь 9-м, однако из-за штрафа после квалификации стартовал последним, высокой скорости не показывал и пришел предпоследним, 14-м. Кристиан Альберс показав в квалификации 12-е время, не смог поддерживать высокую скорость в гонке, но из-за штрафов и сходов пришел 10-м. Оливер Джарвис пришел 9-м, ибо получил штрафной проезд за превышение скорости на пит-лейн.

### Этап 10. Ле-Ман
Этап в Ле-Мане проходил в сложных погодных условиях — низкие температуры и переменные осадки. В квалификации, проходившей посуху, все заводские машины поровну разделили первую восьмерку, но в гонке был обещан дождь. На влажной трассе пилоты Мерседесов решили большей частью стартовать на дождевой резине, тогда как Ауди ушли в гонку на сликах, из-за чего сразу же захватили лидерство, оттеснив Мерседесы, не поддерживавшие их скорости. Грин и ди Реста решили сменить шины не дожидаясь окна пит-стопов, что означало лишний пит-стоп. Большую часть гонки гонщики шли на сликах, несмотря на то, что на первом секторе заморосил дождь. Впереди держались Экстрем Шайдер и Шнайдер, подалеку шел прорвавшийся на старте Према. Према несколько раз жестко обошелся с ди Рестой и на своем первом пит-стопе вынужден был дополнительно отстоять 1 секунду штрафа в судейской зоне. Грин и ди Реста пытались сокращать отставание, несмотря на ошибки в 4-5-6 поворотах. Скорость падала, так как дождь усиливался и за 13 кругов до финиша ди Реста на последнем пит-стопе решил вновь перейти на дождевую резину, вслед за ним это же решение были вынуждены принять и остальные гонщики, которые уже совершили все обязательные пит-стопы и теперь заезжали на пит-лейн по третьему разу, что уравняло тактику команд. Экстрем, поддерживавший высокий темп, смог сохранить лидерство, на второе место вышел Према, который так и не перешел на дождевую резину на последнем пит-стопе, но его вскоре обогнал ди Реста, а затем и Паффет (также как и Према совершивший лишь 2 пит-стопа за все время гонки), но до конца гонки Према вновь вернул себе 3-е место — его дождевые настройки отлично сочетались со сликами несмотря на дождь. Шайдер, выйдя после 3-го пит-стопа 4 м, пропустил сначала Паффетта, а затем, после долгой борьбы, и Шнайдера — его Ауди не могла поддерживать высоко темпа под дождем, в конце гонки его догнали Спенглер и Кристенсен, но обгнать не успели. Мартин Томчик вылетел ещё на первом круге, в 4-м повороте, вскоре в гравий отправился и Ральф Шумахер. Том Кристенсен, несмотря на старт с поула, много ошибался под дождем и пришел лишь 8-м. Майк Роккенфеллер, также сделавший два питстопа, также как и Према и Паффет, совершил слишком много ошибок на скользкой трассе и пришел лишь 9 м. Сюзи Стоддарт, также останавливалась лишь 2 раза — на своих дождевых шинах она ждала окна пит-стопов — в итоге она провела сильную гонку и пришла 12-й. Маттиас Лауда запомнился тем, что вновь ушел с пит-стопа с заправочной канистрой, но не смог рывками машины её сбросить и был вынужден возвращаться на пит-лейн, на въезде на который канистра сами и вывалилась.

### Этап 11. Хоккенхайм
Перед последним этапом Бернд Шнайдер объявил, что проводит последнюю гонку в карьере. Ауди, проводившая на трассе межсезонные тесты и занявшая все места на подиуме весной, была фаворитом, весовые гандикапы были равны, а в ходе тренировок Ауди и Мерседес выглядели равными, главным образом, за счет ди Ресты. Однако претенденты — ди Реста и Шайдер — заняли на старте лишь 2е и 3е места, а с поула стартовал Маттиас Экстрем. Тимо Шайдеру заменили ночью двигатель после его жестких подскоков на поребриках в первом повороте, когда был поврежден картер, но так как это был первый случай, то наказания не последовало. Тимо Шайдер на старте обошел Пола ди Ресту и, тут же, Экстрема, а швед немного придержал ди Ресту, пытавшегося также пройти его ходом, но не сумел сделать это даже в Шпицкерр, где Экстрем увел его на внешнюю траекторию, выпустив вперед Грина. Пол сумел пройти шведа лишь в Мерседес-арене, а Экстрем получил 3-секундный штраф дополнительно к пит-стопу. Джейми Грин выпустил Пола вперед через несколько кругов в Шпицкерр. Мартин Томчик побывал в нескольких контактах на первом круге, в том числе с Берндом Шнайдером и был выдавлен на 8е место. До первого пит-стопа ди Реста нагнал Шайдера и шел вплотную позади, в 0,8сек., Шайдера, но после пит-стопа стал отставать — сказывались небольшие повреждения полученные при контакте с Экстремом — и ничего уже не мог поделать. Экстрем, после двух оттянутых пит-стопов и штрафа в 3 сек., пришел лишь 7-м. Грин и Спенглер к концу гонки вплотную подтянулись к ди Ресте, но не атаковали его. На старте также были и другие столкновения по ходу второго круга, Альберс выбыл после разрушения задней части машины после столкновения в Шпицкерр, Винкельхок, выбивший его, потерял капот и вылетел в гравий, а Стоддарт, Лауда также потеряли капоты и были вынуждены сойти в боксах, Кэтрин Легг получила повреждения капота, но смогла продолжить гонку, однако в итоге она хоть и провела гонку с 2мя кругами отставания, все же была вынуждена сойти за 11 кругов до финиша.

## Положение в чемпионате

### Личный зачёт
Система начисления очков
| Место | 1  | 2 | 3 | 4 | 5 | 6 | 7 | 8 |
| ----- | -- | - | - | - | - | - | - | - |
| Очки  | 10 | 8 | 6 | 5 | 4 | 3 | 2 | 1 |

| Место      | Гонщик            | ХОК  | ОШЕ | МУД  | ЛАУ  | НОР  | ЗАН  | НЮР  | БРХ | КАТ  | БУГ  | ХОК  | Очки |
| ---------- | ----------------- | ---- | --- | ---- | ---- | ---- | ---- | ---- | --- | ---- | ---- | ---- | ---- |
| 1          | Тимо Шайдер       | 2    | 1   | 10   | 2    | 3    | 2    | 5    | 1   | 2    | 6    | 1    | 75   |
| 2          | Пол ди Реста      | 13   | 4   | 2    | 1    | 5    | 7    | 2    | 2   | 1    | 2    | 2    | 71   |
| 3          | Маттиас Экстрем   | 1    | 8   | 6    | 3    | 4    | 1    | 6    | 3   | ДСК  | 1    | 7    | 56   |
| 4          | Джейми Грин       | 6    | 5   | 1    | 5    | 1    | 6    | 3    | 4   | 8    | 10   | 3    | 52   |
| 5          | Бруно Спенглер    | 4    | 3   | 9    | 6    | 2    | 5    | 7    | 6   | Сход | 7    | 4    | 38   |
| 6          | Бернд Шнайдер     | 8    | 12  | 4    | 7    | 6    | 9    | 1    | 9   | 3    | 5    | 6    | 34   |
| 7          | Мартин Томчик     | 5    | 2   | 17   | 4    | Сход | 4    | Сход | 5   | 4    | Сход | 8    | 32   |
| 8          | Том Кристенсен    | 3    | 19  | 3    | 16   | 7    | 3    | Сход | 7   | 13   | 8    | 5    | 27   |
| 9          | Гари Паффетт      | 7    | 11  | 12   | 10   | ДСК  | 11   | 4    | 8   | 11   | 4    | 11   | 13   |
| 10         | Алекс Према       | 11   | 9   | 8    | ДСК  | 14   | Сход | 14   | 10  | 6    | 3    | 13   | 10   |
| 11         | Майк Роккенфеллер | 10   | 7   | 14   | 9    | 13   | 10   | 15   | 13  | 5    | 9    | 9    | 6    |
| 12         | Маркус Винкельхок | 12   | 6   | 7    | Сход | 11   | 8    | 9    | 11  | 12   | 11   | Сход | 6    |
| 13         | Оливер Джарвис    | 9    | 15  | 5    | 8    | 12   | 17   | 13   | 12  | 9    | Сход | 10   | 5    |
| 14         | Ральф Шумахер     | 14   | 10  | Сход | 13   | 16   | 12   | 8    | 15  | 7    | Сход | 14   | 3    |
| 15         | Матиас Лауда      | 15   | 13  | 16   | 12   | 8    | 13   | 10   | 16  | Сход | 15   | Сход | 1    |
| 16         | Маро Энгель       | 17   | 18  | 11   | 11   | 9    | 14   | Сход | 17  | 15   | 14   | 12   | 0    |
| 17         | Кристиан Алберс   | Сход | 16  | 13   | 14   | Сход | Сход | 11   | 14  | 10   | 13   | Сход | 0    |
| 18         | Сюзи Стоддарт     | 16   | 14  | 15   | 17   | 10   | 15   | 12   | 19  | Сход | 12   | Сход | 0    |
| 19         | Кэтрин Легг       | 18   | 17  | 18   | 15   | 15   | 16   | Сход | 18  | Сход | 16   | НКЛ  | 0    |
| Источники: |                   |      |     |      |      |      |      |      |     |      |      |      |      |

| Легенда к таблице |                                                                    |
| --- | ------------------------------------------------------------------ |
| Расшифровка обозначений и цветов представлена в нижеследующей таблице. |                                                                    |
| \| Пример \| Описание \| \| ------------ \| ------------------------------------------------------------------ \| \| 1 \| Победитель \| \| 2 \| Второе место \| \| 3 \| Третье место \| \| 5 \| Финишировал, заработав очки \| \| Сход \| Не финишировал, но при этом заработал очки \| \| 12 \| Финишировал, не получив очков \| \| НКЛ \| Финишировал, но не попал в финальную классификацию \| \| 15 \| Участвовал вне зачёта, либо по отдельной классификации \| \| 18 \| Не финишировал, но попал в финальную классификацию \| \| Сход \| Не финишировал \| \| НКВ \| Не прошёл квалификацию \| \| НПКВ \| Не прошёл предквалификацию \| \| ДСК \| Дисквалифицирован \| \| ИСК \| Исключён из протокола соревнований \| \| ТТ \| Заявлен для участия только в тренировках \| \| НС \| Участвовал в квалификации, но не стартовал в гонке \| \| Т \| Травмирован или болен \| \| ОТК \| Отказ от участия \| \| НТР \| Прибыл на соревнования, но на трассу не выезжал \| \| НПР \| Был заявлен в числе участников, но не прибыл к началу соревнований \| \| О \| Соревнования отменены \| \| \| Не участвовал \| \| Поул-позиция \| \| \| Быстрый круг \| \| |                                                                    |
| Пример | Описание                                                           |
| 1 | Победитель                                                         |
| 2 | Второе место                                                       |
| 3 | Третье место                                                       |
| 5 | Финишировал, заработав очки                                        |
| Сход | Не финишировал, но при этом заработал очки                         |
| 12 | Финишировал, не получив очков                                      |
| НКЛ | Финишировал, но не попал в финальную классификацию                 |
| 15 | Участвовал вне зачёта, либо по отдельной классификации             |
| 18 | Не финишировал, но попал в финальную классификацию                 |
| Сход | Не финишировал                                                     |
| НКВ | Не прошёл квалификацию                                             |
| НПКВ | Не прошёл предквалификацию                                         |
| ДСК | Дисквалифицирован                                                  |
| ИСК | Исключён из протокола соревнований                                 |
| ТТ | Заявлен для участия только в тренировках                           |
| НС | Участвовал в квалификации, но не стартовал в гонке                 |
| Т | Травмирован или болен                                              |
| ОТК | Отказ от участия                                                   |
| НТР | Прибыл на соревнования, но на трассу не выезжал                    |
| НПР | Был заявлен в числе участников, но не прибыл к началу соревнований |
| О | Соревнования отменены                                              |
| | Не участвовал                                                      |
| Поул-позиция |                                                                    |
| Быстрый круг |                                                                    |

| Пример       | Описание                                                           |
| ------------ | ------------------------------------------------------------------ |
| 1            | Победитель                                                         |
| 2            | Второе место                                                       |
| 3            | Третье место                                                       |
| 5            | Финишировал, заработав очки                                        |
| Сход         | Не финишировал, но при этом заработал очки                         |
| 12           | Финишировал, не получив очков                                      |
| НКЛ          | Финишировал, но не попал в финальную классификацию                 |
| 15           | Участвовал вне зачёта, либо по отдельной классификации             |
| 18           | Не финишировал, но попал в финальную классификацию                 |
| Сход         | Не финишировал                                                     |
| НКВ          | Не прошёл квалификацию                                             |
| НПКВ         | Не прошёл предквалификацию                                         |
| ДСК          | Дисквалифицирован                                                  |
| ИСК          | Исключён из протокола соревнований                                 |
| ТТ           | Заявлен для участия только в тренировках                           |
| НС           | Участвовал в квалификации, но не стартовал в гонке                 |
| Т            | Травмирован или болен                                              |
| ОТК          | Отказ от участия                                                   |
| НТР          | Прибыл на соревнования, но на трассу не выезжал                    |
| НПР          | Был заявлен в числе участников, но не прибыл к началу соревнований |
| О            | Соревнования отменены                                              |
|              | Не участвовал                                                      |
| Поул-позиция |                                                                    |
| Быстрый круг |                                                                    |

### Командный зачёт
| Место      | Команда                                  | №  | ХОК  | ОШЕ | МУД  | ЛАУ  | НОР  | ЗАН  | НЮР  | БРХ | КАТ  | БУГ  | ХОК  | Очки |
| ---------- | ---------------------------------------- | -- | ---- | --- | ---- | ---- | ---- | ---- | ---- | --- | ---- | ---- | ---- | ---- |
| 1          | Mercedes-Benz Bank AMG                   | 3  | 4    | 3   | 9    | 6    | 2    | 5    | 7    | 6   | Сход | 7    | 4    | 109  |
| 1          | Mercedes-Benz Bank AMG                   | 4  | 13   | 4   | 2    | 1    | 5    | 7    | 2    | 2   | 1    | 2    | 2    | 109  |
| 2          | Audi Sport Team Abt                      | 9  | 3    | 19  | 3    | 16   | 7    | 3    | Сход | 7   | 13   | 8    | 5    | 102  |
| 2          | Audi Sport Team Abt                      | 10 | 2    | 1   | 10   | 2    | 3    | 2    | 5    | 1   | 2    | 6    | 1    | 102  |
| 3          | Audi Sport Team Abt Sportsline           | 1  | 1    | 8   | 6    | 3    | 4    | 1    | 6    | 3   | ДСК  | 1    | 7    | 88   |
| 3          | Audi Sport Team Abt Sportsline           | 2  | 5    | 2   | 17   | 4    | Сход | 4    | Сход | 5   | 4    | Сход | 8    | 88   |
| 4          | Salzgitter / Original-Teile AMG Mercedes | 5  | 6    | 5   | 1    | 5    | 1    | 6    | 3    | 4   | 8    | 10   | 3    | 86   |
| 4          | Salzgitter / Original-Teile AMG Mercedes | 6  | 8    | 12  | 4    | 7    | 6    | 9    | 1    | 9   | 3    | 5    | 6    | 86   |
| 5          | Audi Sport Team Phoenix                  | 14 | 11   | 9   | 8    | ДСК  | 14   | Сход | 14   | 10  | 6    | 3    | 13   | 15   |
| 5          | Audi Sport Team Phoenix                  | 15 | 9    | 15  | 5    | 8    | 12   | 17   | 13   | 12  | 9    | Сход | 10   | 15   |
| 6          | Stern / Pixum AMG Mercedes               | 7  | 7    | 11  | 12   | 10   | ДСК  | 11   | 4    | 8   | 11   | 4    | 11   | 14   |
| 6          | Stern / Pixum AMG Mercedes               | 8  | 15   | 13  | 16   | 12   | 8    | 13   | 10   | 16  | Сход | 15   | Сход | 14   |
| 7          | Audi Sport Team Rosberg                  | 18 | 10   | 7   | 14   | 9    | 13   | 10   | 15   | 13  | 5    | 9    | 9    | 12   |
| 7          | Audi Sport Team Rosberg                  | 19 | 12   | 6   | 7    | Сход | 11   | 8    | 9    | 11  | 12   | 11   | Сход | 12   |
| 8          | TRILUX / JungeSterne AMG Mercedes        | 11 | 14   | 10  | Сход | 13   | 16   | 12   | 8    | 15  | 7    | Сход | 14   | 3    |
| 8          | TRILUX / JungeSterne AMG Mercedes        | 12 | 17   | 18  | 11   | 11   | 9    | 14   | Сход | 17  | 15   | 14   | 12   | 3    |
| 9          | TV Spielfilm AMG Mercedes                | 16 | 16   | 14  | 15   | 17   | 10   | 15   | 12   | 19  | Сход | 12   | Сход | 0    |
| 10         | Futurecom TME                            | 20 | 18   | 17  | 18   | 15   | 15   | 16   | Сход | 18  | Сход | 16   | НКЛ  | 0    |
| 10         | Futurecom TME                            | 21 | Сход | 16  | 13   | 14   | Сход | Сход | 11   | 14  | 10   | 13   | Сход | 0    |
| Источники: |                                          |    |      |     |      |      |      |      |      |     |      |      |      |      |